# 한명우
한명우(韓明愚, 1956년 11월 12일~)는 대한민국의 은퇴한 레슬링 선수이며 KBS의 레슬링 해설가이다. 종교는 불교다.
충청남도 당진시 출신이다. 1988년 서울 올림픽 레슬링 자유형 국가대표를 지냈으며, 이후 KBS 레슬링 해설가로 활약했다.